# Aguascalientes Open 2011
L'Aguascalientes Open 2011 è stato un torneo professionistico di tennis maschile giocato sulla terra rossa. È stata la 1ª edizione del torneo, facente parte dell'ATP Challenger Tour nell'ambito dell'ATP Challenger Tour 2011. Si è giocato a Aguascalientes in Messico dal 26 settembre al 2 ottobre 2011.

## Partecipanti

### Teste di serie
| Nazionalità     | Giocatore              | Ranking* | Testa di serie |
| --------------- | ---------------------- | -------- | -------------- |
| Argentina       | Horacio Zeballos       | 105      | 1              |
| Argentina       | Máximo González        | 110      | 2              |
| Colombia        | Carlos Salamanca       | 173      | 3              |
| Argentina       | Facundo Bagnis         | 186      | 4              |
| Argentina       | Eduardo Schwank        | 222      | 5              |
| Rep. Dominicana | Víctor Estrella Burgos | 230      | 6              |
| Moldavia        | Roman Borvanov         | 231      | 7              |
| Colombia        | Juan Sebastián Cabal   | 239      | 8              |

- 1 Ranking al 19 settembre 2011.

### Altri partecipanti
Giocatori che hanno ricevuto una wild card:
- José Enrique Hernández
- Eduardo Magadan-Castro
- Marco Aurei Núñez
- Carlos Velasco

Giocatori che sono passati dalle qualificazioni:
- Haydn Lewis
- César Ramírez
- Nima Roshan
- Manuel Sánchez

## Campioni

### Singolare
Juan Sebastián Cabal ha battuto in finale  Robert Farah, 6–4, 7–6(3)

### Doppio
Daniel Garza /  Santiago González hanno battuto in finale  Júlio César Campozano /  Víctor Estrella Burgos, 6–4, 5–7, [11–9]